# Kleptochthonius orpheus
Kleptochthonius orpheus är en spindeldjursart som beskrevs av William B. Muchmore 1965. Kleptochthonius orpheus ingår i släktet Kleptochthonius och familjen käkklokrypare. Inga underarter finns listade i Catalogue of Life.